# 貧窮門檻

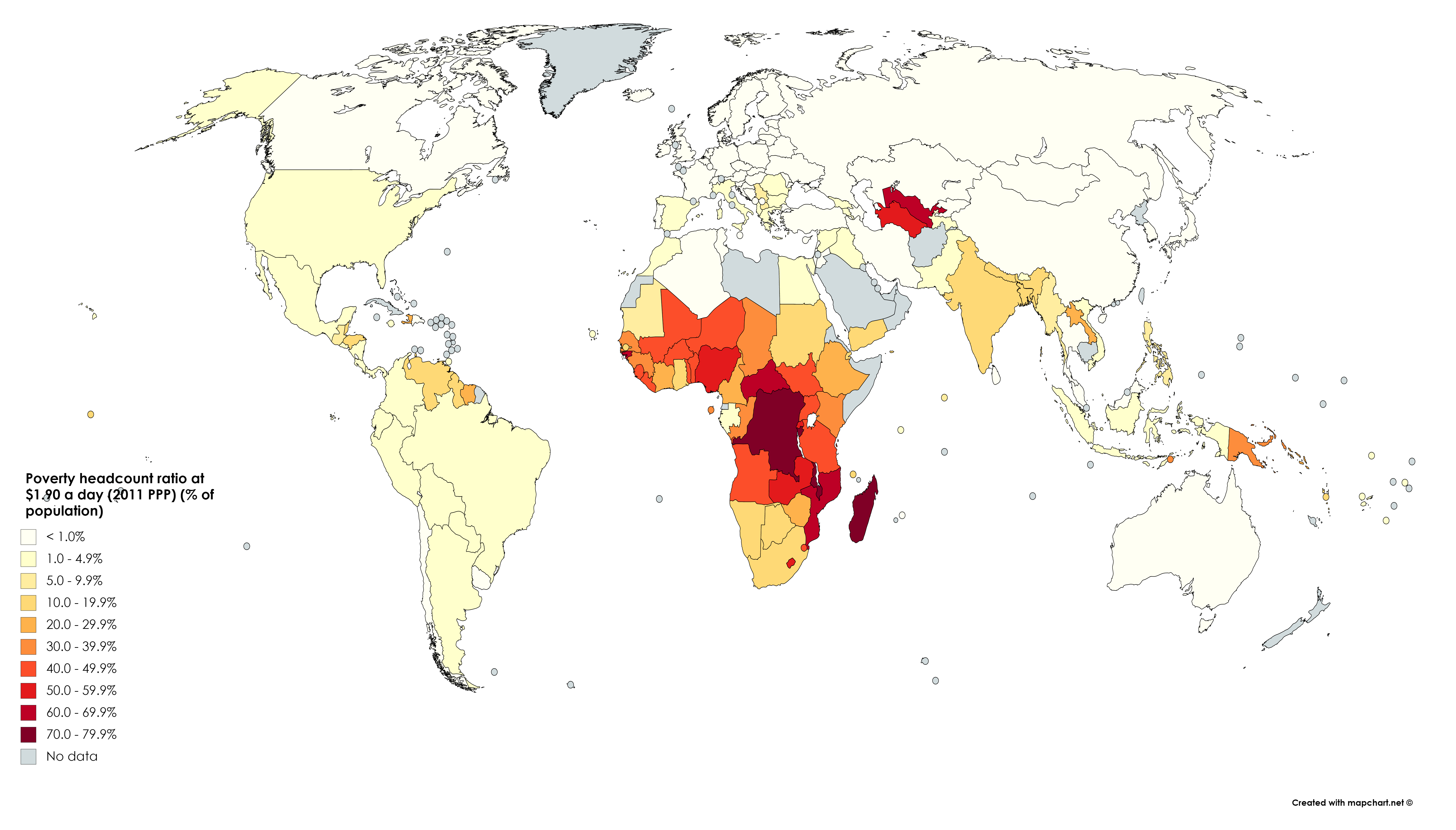
2018年每日生活消费不足1.9美元的居民在世界各個國家或地區所佔的比例（按照2011年购买力平价计算）。

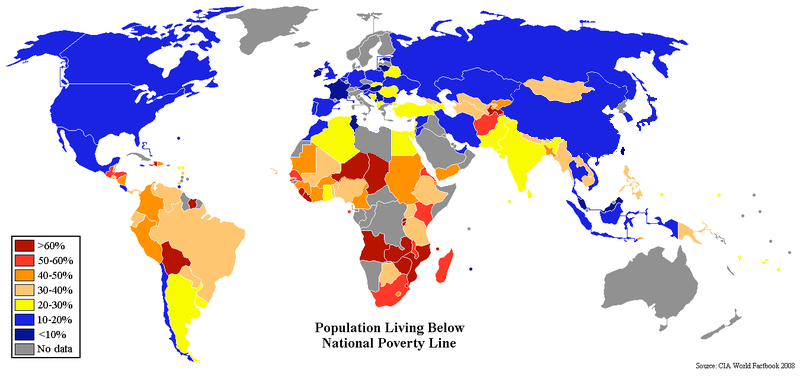
世界各国的官方贫困线以下人口比率

貧窮門檻、貧窮線、貧困線，是為滿足生活標準而需的最低收入水平。一如貧窮的認定，在發達國家裡貧窮門檻（如美國）的認定標準明顯比第三世界高。故聯合國在1993年把10月17日定為「國際消除貧困日」，聯合國秘書長潘基文說全球超過12億人處於極度貧窮狀態，每天靠著不到2.15美元生活，更有24億人靠不到3美元過活，且從2008年金融危機以來，貧富不均日益顯著，他呼籲國際合作消除貧窮，避免社會撕裂與造成不穩定。貧窮門檻為相對標準，係考量該國最低薪資能否滿足基本生活所需，如食、衣、住、行(包括搭乘基本的交通工具)、健保等要素，無法滿足最低生存所需者，即列入赤貧。釐定貧窮門檻須要找出所有必需品總開支，即成人一年開支的平均數。此方法是評估能夠維持可忍受的生活的最少開支。實際上，不同國家都有不同的貧窮門檻，但普遍來說他們都會利用單一貧窮門檻來比較經濟福利程度。在比較國際間的貧窮時常以購買力平價為基準，避免貧窮門檻因兌換率改變。2015年10月世界銀行將貧窮線由1.5美元提高至1.9美元，2022年9月再次將貧窮線提高至2.15美元。其基礎源自美國貧窮門檻，並隨通貨膨脹上升。因此「以少於1.5美元生活一天」解釋為「一天內購買貨物及服務的總開支少於在美國以1.5美元所能購買貨物及服務」（自行生產的貨物及服務也計算在內）。在发展中国家，最昂貴的開支常是房屋租金。因為它對貧窮門檻有很大影響，经济学家常常留意房地產市場及住屋價格。幾乎所有社會都有貧窮的民眾。貧窮門檻是一个有用的經濟工具，可以用来统计贫困人口，并有助政府来考慮是否利用福利、失業保險去減少貧窮。對於不同情況，個別因素也會考慮，譬如是否單親，是否年老幼小，婚姻狀況等等。

## 使用貧窮門檻的問題

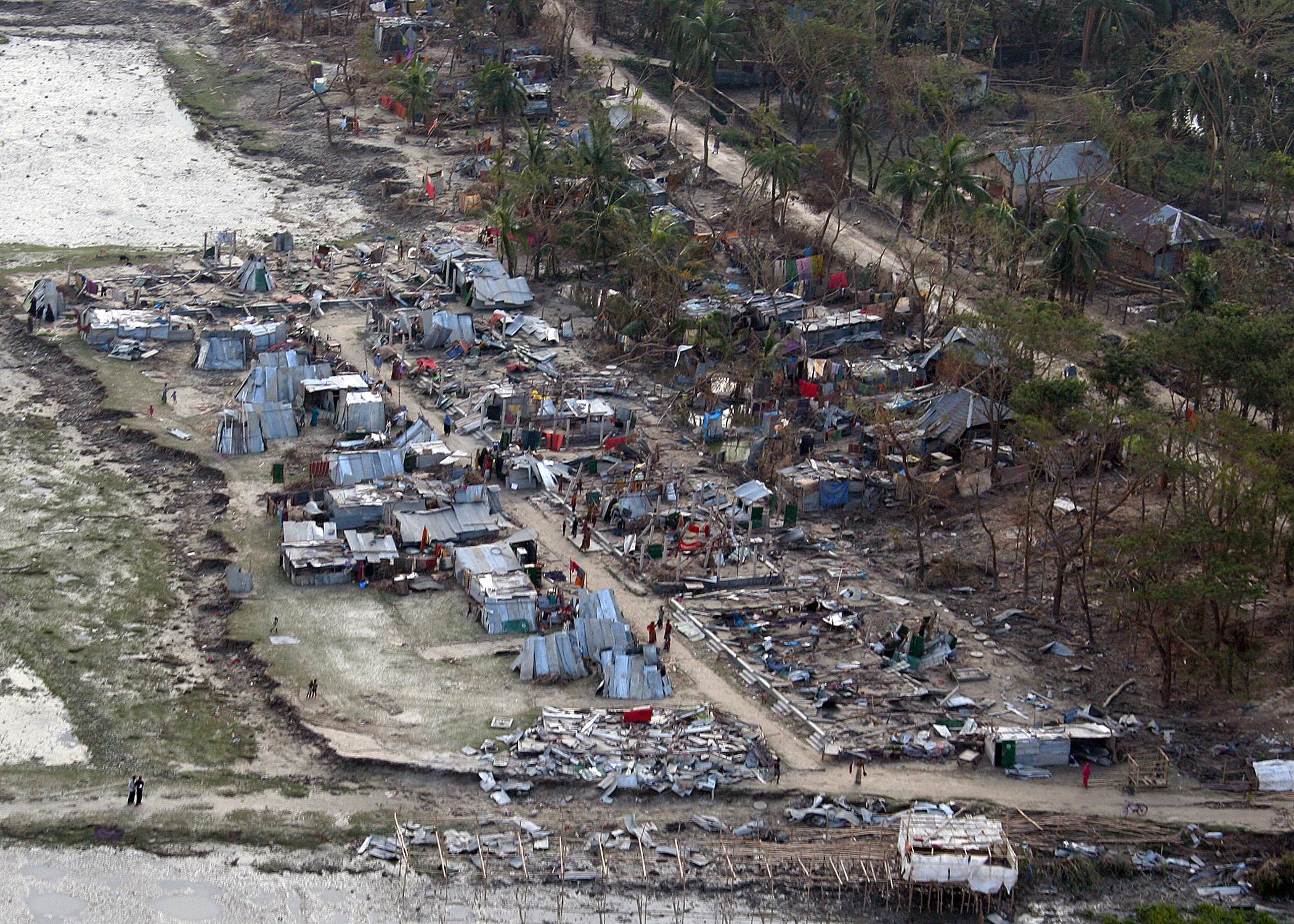
孟加拉貧民窟，該國49%人口為貧困人口

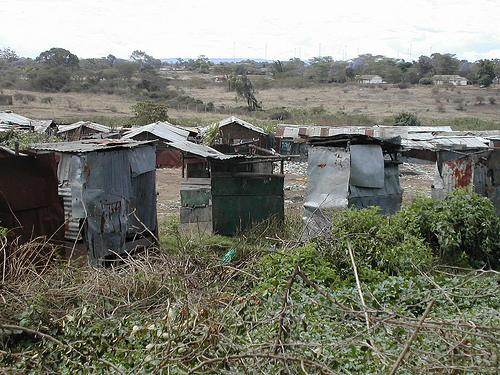
肯尼亚奈洛比貧民窟

## 貧窮的定義
在於經濟上，分為兩類的貧窮：絕對貧窮和相對貧窮。在於政治上，很多國家的政府以對抗及消滅貧窮為社會福利的工作目標，為達成目標，許多政府也設置有專門處理貧窮問題的組織或機構。這些機構所做的工作主要以人口普查研究以及確認低收入戶為多。在積極的作為方面，則包括了住房供給計劃、社會津貼、特殊工作機會或提供生活必需品。某些意識形態（例如馬克思主義）認為经济学家及政治人物為了製造貧窮而努力奔走。其他理論則認為貧窮是一種經濟系統失敗的徵象，也是犯罪的主要原因。 例如美國2010年9月美聯社報導；美國的貧窮平均比率為15%，其中非裔和拉丁美洲裔又特別高過其他群體，因為非裔和拉丁美洲裔的上一代生活在種族歧視的社會比較難有較高社會地位發展機會，從而使下一代從出生開始受的教育和照護就較差，導致世襲貧窮的現象發生，可能又會禍及更下一代。所以從法律面而言，在許多已發展國家之中，貧窮是法定減輕刑罰事由之一。立法者通常認為，一個人能否清楚認知社會及法律所接受的行為，係受到其通常且經常性地處於生活窮困狀態中所影響。由於窮人心理壓力的增加，貧窮通常被認為導致犯罪率升高。在教育方面，貧窮影響學生自學習環境中獲利的能力，特別是那些出身貧窮家庭的學生，亞伯拉罕·馬斯洛的需求層次理論中提及，對於安全、安穩的家、衣物及正常飲食的需求影響到他們的學習能力。此外，在教育循環當中也有所謂的馬太效應（此詞原與教育相關，不過也可以很容易的轉換至貧窮上），即「貧者愈貧、富者愈富」的現象。

### 引用
世界銀行-各國貧窮線數據(無台灣數據) http://povertydata.worldbank.org/poverty/region/EAP （页面存档备份，存于）
1. ↑  . data.worldbank.org.   [23 July 2020]. （原始内容存档于2021-01-19）.
2. ↑  .   [2014-10-19]. （原始内容存档于2021-01-19）.
3. ↑  .   [2010-09-12]. （原始内容存档于2010-09-14）.

### 书籍
- Ray, Debraj 1998, Development Economics, Princeton University Press, ISBN 0-691-01706-9.

## 外部連結
- 香港經濟研究中心：香港的貧窮狀況及收入不均
- （英文）History of the U.S. Poverty Line by Tom Gentle, Oregon State University.
- （英文）2006 United States Department of Health and Human Services Poverty Guidelines （页面存档备份，存于）